# Hassan Darsi
Hassan Darsi, né en 1961 à Casablanca, est un artiste marocain.

## Parcours et démarche
Après une formation à l’École supérieure des Arts plastiques et visuels de Mons (ESAPV) en Belgique, Hassan Darsi fait le choix de retourner vivre dans son pays. Il y développe une démarche artistique portée par une esthétique exigeante. Il fait partie de cette génération qui tourne le dos aux pratiques dominantes sur la scène marocaine de l'époque pour s’ouvrir à des approches artistiques résolument contemporaines, avec une conscience des multiples crises que traverse l’humanité, au niveau local et international.
Sa démarche tranche avec le marché de l'art marocain. Beaucoup de galeries y conservent une vocation essentiellement commerciale, soucieuses de répondre aux attentes d’une clientèle qui s'intéresse davantage à l'objet de décoration qu'à l’art contemporain. À partir des années 2000 il participe à un renouvellement de la création artistique marocaine à Casablanca avec une série d’actions et de travaux liés à des questionnements sur la ville, l’architecture et les espaces publics.
En 2014, une de ses œuvres (Le projet de la maquette) est présentée au Centre Pompidou, lors de l'exposition Une histoire, Art, Architecture, Design, Des années 1980 à nos jours, un ensemble international constituant une contre-histoire de l'art.
(...) Le travail de Hassan Darsi est une œuvre en mouvement, interdépendante d’un processus obéissant tant à des contraintes de présentation, d’espace, de circonstances, qu’aux évolutions du projet lui-même dans la démarche créatrice de l’artiste. Une «mise à l’échelle» (Dixit Hassan Darsi) qui peut épouser tant les besoins du projet que les prises de position parfois radicales de Hassan Darsi dans des contextes de résistances. Une «mise à l’échelle» qui permet de rendre visible ce qui ne se voit plus ou pas, qu’elle s’opère par la miniaturisation, avec Le projet de la maquette, dans l’agrandissement démesuré d’une dent de sagesse récemment arrachée, ou par la performance 100% invendu dans laquelle l’artiste explore les limites des artifices et contraintes de l’exposition. Une «mise à l’échelle» comme processus de réflexion aussi (il faut trouver la bonne échelle de toute chose…), qui amène Hassan Darsi à déplacer le champ de l’art là où on ne l’attend pas, dans un parc à l’abandon, dans un projet de Maquette politique en «off» des prochaines élections générales au Maroc… dans des «œuvres en projet», toujours, et dans des processus qui peuvent parfois lui échapper tant ils sont intimement liés au contexte et à ses réalités. À ce que certains nomment «l’instant créatif», Hassan Darsi semble confronter  une approche artistique qui cherche avant tout à «créer des situations», beaucoup plus inscrites dans un projet de vie.
Ainsi, dans son exposition poem (2025), Hassan Darsi installe ses œuvres accompagnées de frayements de son atelier de Benslimane, notamment des plantes résistantes (agaves), et considérant l’expérience de l'atelier aussi importante que la rencontre avec le public.

### Webographie
- « Hassan Darsi, L'Action et l’œuvre en projet », sur le site Africultures